# Sergio Bianchetto
Sergio Bianchetto (n. 16 februarie 1939, Brenta, Lombardia, Regatul Italiei) este un ciclist de performanță ce a reprezentat Italia, medaliat olimpic. A participat la două ediții ale Jocurilor Olimpice (1960, 1964) în care a câștigat două medalii de aur.